# نينا ماي أوينز
نينا ماي أوينز هي رسامة كندية، ولدت في 16 يونيو 1869، وتوفيت في 28 يونيو 1959.